# Generální představený Tovaryšstva Ježíšova
Generální představený Tovaryšstva Ježíšova (či generál jezuitů) je oficiální titul hlavy Tovaryšstva Ježíšova. Je volen doživotně generální kongregací Tovaryšstva a s výjimkou předpředposledního generála Pedra Arrupeho, který odstoupil ze zdravotních důvodů, předposledního generála Petera Hanse Kolvenbacha, který odstoupil z důvodu věku, a případně Lorenza Ricciho, za něhož byl řád zrušen, skutečně všichni generálové setrvali ve funkci až do smrti. Pro velkou moc, připisovanou jezuitskému řádu, se generálovi jezuitů někdy přezdívá „černý papež“. Obvykle je oslovován jako Otec generál.
1. sv. Ignác z Loyoly (1541–1556)
2. Diego Laínez (1558–1565)
3. sv. Francesco Borgia (1565–1572)
4. Everard Mercurian (1573–1580)
5. Claudio Acquaviva (1581–1615)
6. Mutio Vitelleschi (1615–1645)
7. Vincenzo Carafa (1646–1649)
8. Francesco Piccolomini (1649–1651)
9. Luigi Gottifredi (1652–1652)
10. Goschwin Nickel (1652–1664)
11. Giovanni Paolo Oliva (1664–1681)
12. Charles de Noyelle (1682–1686)
13. Thyrsus González (1687–1705)
14. Michelangelo Tamburini (1706–1730)
15. Franz Retz (1730–1750)
16. Ignazio Visconti (1751–1755)
17. Luigi Centurioni (1755–1757)
18. Lorenzo Ricci (1758–1773 /řád formálně zrušen, ale fakticky nezanikl zcela/, resp. 1775 /zemřel/)
Generální vikáři pro přežívající část řádu (1782–1814):
Stanislaw Czerniewicz (1782–1785)
Gabriel Lenkiewicz (1785–1798)
Franciscus Kareu (1799–1802)
Gabriel Gruber (1802–1805)
Tadeusz Brzozowski (1805–1814)
19. Tadeusz Brzozowski (1814–1820)
20. Luigi Fortis (1820–1829)
21. Jan Philip Roothaan (1829–1853)
22. Peter Jan Beckx (1853–1887)
23. Anton Anderledy (1887–1892)
24. Luis Martín (1892–1906)
25. Franz Xaver Wernz (1906–1914)
26. Włodzimierz Ledóchowski (1915–1942)
27. Jean–Baptiste Janssens (1946–1964)
28. Pedro Arrupe (1965–1983)
29. Peter Hans Kolvenbach (1983–2008)
30. Adolfo Nicolás (2008–2016)
31. Arturo Sosa (od 2016)